# 포켓몬스터 레드·그린
《포켓몬스터 레드·그린》은 게임 프리크가 개발하고 닌텐도가 출시한 1996년 롤플레잉 비디오 게임이다. 《포켓몬스터》 비디오 게임 시리즈 첫 번째 게임이다. 일본에서 1996년 2월 처음 출시됐으며, 이후 내용수정이 있는 특별판 《포켓몬스터 블루》가 같은 해 10월 일본서 출시됐다. 서양 지역에선 영어 현지화판 《포켓몬 레드·블루》가 1998년 북미에서, 1999년에 유럽에서 발매됐는데, 이는 일본판 《레드》, 《그린》 및 《블루》의 내용을 혼합해 출시됐다.
플레이어는 가상의 동물 포켓몬이 거주하는 세계 관동 지방을 무대로 막 모험을 시작한 주인공을 조종한다. 포켓몬 배틀의 최고가 되는 것이 기본적인 목표로, 이를 위해서 각지에 있는 8명의 체육관 관장들과 지방 최고의 트레이너 집합 사천왕을 이겨야한다. 또다른 목표로 지방에서 발견할 수 있는 총 151마리의 포켓몬을 게임 내의 백과사전인 포켓몬 도감에 등록해 완성하는 것이 있다. 그 외에 게임 링크 케이블를 사용해 두 개의 게임보이를 연결함으로써 플레이어간에 포켓몬을 교환하거나 배틀을 할 수 있다. 《레드》와 《그린》은 서로 같은 내용을 대다수 공유하는 독립적인 게임으로 하나의 게임만으로 플레이가 가능하지만, 한 게임에서만 발견되는 포켓몬이 있어 이들을 잡고 도감을 완성하기 위해선 플레이어 통신을 활용해 다른 플레이어와 포켓몬을 교환해야 한다.
1998년 확장판 《포켓몬스터 피카츄》가 일본에서 출시됐으며 그 외 지역에선 1999년에 발매됐다. 2004년에는 게임보이 어드밴스 기종으로 리메이크 《포켓몬스터 파이어레드·리프그린》이 발매됐다. 《레드》, 《그린》 및 《피카츄》는 이후 2016년 일본에서 프랜차이즈 20주년을 기념해 닌텐도 3DS 버추얼 콘솔을 통해 디지털 재발매됐다.
《포켓몬스터 레드·그린》은 교환 기능을 포함한 다인용 게임 모드로 큰 호응을 받았다. 전세계적으로 판매량 3억 장을 기록해 이후 《포켓몬스터》가 대형 프랜차이즈로 떠오르는 공신이 됐다.
-리자몽고르면 후회한다-

## 게임플레이
《포켓몬스터 레드·그린》은 위에서 내려보는 3인칭 시점상에서 진행된다. 기본적으로 총 세 가지 화면상태로 진행되는데, 주인공을 조작해 세계를 탐험하는 오버월드, 포켓몬간 배틀이 진행되는 횡방향 배틀 화면, 포켓몬과 상호작용하고 물품 및 게임플레이 설정 등을 조작하는 메뉴 화면이 있다.
플레이어는 자신이 가진 포켓몬으로 타 포켓몬과 전투할 수 있다. 플레이어가 랜덤 인카운터를 통해 야생 포켓몬을 만나거나 다른 트레이너에게 도전할 시, 행동하는 포켓몬이 표시되는 턴제 배틀 화면으로 전환된다. 배틀 중, 플레이어는 포켓몬이 가진 최대 4개의 기술 중 하나를 택하거나, 소유한 아이템을 사용하거나, 포켓몬을 교환하거나, 혹은 도주를 시도할 수 있다 (마지막 선택지는 트레이너와의 배틀에선 허용하지 않는다). 포켓몬은 고유의 체력 (HP)를 가지고 있어 이것이 0으로 감소할 경우 기절한 상태가 돼 회복하지 전까지 배틀할 수 없게 된다. 상대 포켓몬이 기절했을 경우, 배틀에 참가한 플레이어 포켓몬은 일정량의 경험치를 획득한다. 충분한 경험치를 쌓을 경우 해당 포켓몬의 레벨이 상승한다. 포켓몬의 레벨은 포켓몬의 능력치와 배울 수 있는 기술을 결정한다. 일부 포켓몬은 특정 레벨에 도달할 시 진화를 할 수 있다. 진화 또한 능력치와 배우는 기술에 영향을 끼친다.

## 개발
원래 초기의 이름은 캡슐몬스터였다. 하지만 나중에 포켓몬스터로 바뀐 것이다. 처음에는 포켓몬의 종류가 약 200여마리나 있었다. 그러나 당시 용량이 부족하여 200여 종 전부 넣지 못했고, 50마리를 삭제하고 1마리를 추가하여 50마리의 유전자가 들어있다는 설정으로 하였다. 그 한마리가 '뮤'이다. 그리고 원래 여주인공도 나오려고 했으나, 기술적인 문제로 나오지 못했다. 그러나 이 버전의 리메이크작인 '파이어레드', '리프그린'에서는 여주인공도 나올 수 있었다.

## 출시
초기의 버전 색은 7가지 색으로 가기로 했으나 7가지의 소프트를 동시에 발매하는 것은 무리라고 생각해 마리오와 루이지에서 따온 색깔인 빨강, 초록의 색으로 한 것이다. 이 후 파란색의 《포켓몬스터 블루》가 발매됐는데, 포켓몬 스프라이트가 개선되는 등 변경점이 있다. 《포켓몬스터 레드·그린》은 각각 리자몽과 이상해꽃이 메인이지만 《포켓몬스터 블루》는 거북왕이 메인이다. 애니메이션의 성공을 통해 애니메이션의 영향을 많이 받은 노란색의 《포켓몬스터 피카츄》도 발매되었다.
북미와 유럽(영어, 불어, 독어, 이태리어, 서어 등)에서는 빨강·파랑·노랑의 3색으로 발매되었다. 구미권의 파랑판은 일본판의 파랑과 구성이 다소 다르다. 서양 지역에 발매된 《포켓몬 레드·블루》는 일본에서 발매된 《포켓몬스터 청》을 바탕으로 하나 《포켓몬스터 레드》 및 《그린》 간의 내용 차이를 반영해 두 개의 게임으로 다시 나눠 출시됐다.

## 게임의 진행
이 게임의 주인공(레드)은 태초마을에서 오박사에게서 포켓몬을 받는 것으로 시작된다. 주인공은 '포켓몬 리그'에 가기 위해 각각 8개의 체육관에 들려서 각각 8개의 배지를 따야한다. 그러면서 주인공은 라이벌(그린/북미판에서는 블루)과 몇번이고 대결을 하고, 주인공을 방해해오는 악의 집단 '로켓단'과의 전투를 한다. 또한 포켓몬을 잡고, 교환하고, 다른 트레이너와 대결을 하고, 도감을 채워나갈 수 있었다. 그리고 최종적으로 로켓단의 보스이자 마지막 체육관 관장인 비주기까지 이기게 되면 로켓단은 해산하고, 주인공은 포켓몬 리그에 가서 도전 할 수 있게 된다. 강한 트레이너인 '사천왕' 4명을 이기게 되면 먼저 와서 '챔피언'(이때에는 챔피언이라는 존재 자체가 공식적으로 숨겨진 존재였다)이 된 라이벌과의 최종 대결을 하게 된다. 라이벌까지 이기게 되면, 주인공은 챔피언이 되고, 전당등록을 한뒤, 엔딩을 볼 수 있게 된다. 엔딩 이후 블루시티의 동굴 등 추가 지역이 오픈되게 된다.

## 리메이크
《포켓몬스터 파이어 레드·리프 그린》은 1996년《포켓몬스터 적·녹》을 강화 리메이크한 작품으로, 게임 프리크가 GBA용으로 개발하였다. 일본에서는 2004년 1월 29일 발매되었으며, 북미에서는 2004년 3월 14일, 유럽에서는 2004년 10월 1일, 타이완에서는 2004년 겨울에 출시되었다. 그래픽이 적·녹 보다 더 선명해졌으며 적·녹에서 없었던 내용이 더 추가되어 게임성이 풍부해졌으며, 특히 같은 게임보이 어드밴스 전용 게임인 《루비·사파이어·에메랄드》와 통신할 수 있게 되어, 루비·사파이어·에메랄드에서 잡을 수 없었던 1세대 포켓몬을 잡을 수 있게 되었다.

## 참조

### 내용주
1. ↑  일본어: ポケットモンスター 赤・緑
2. ↑  일본어: ポケットモンスター 青
3. ↑  영어: Pokémon Red and Blue